# Сартбаєва Кайиргуль
Кайиргуль Сартбаєва (20 червня 1936) — видатна радянська та киргизька оперна співачка (лірико-драматичне сопрано) та педагог. Народна артистка Киргизької РСР (1974), Народна артистка СРСР (1980). Закінчила Московську консерваторію (1962).
| Гітара | Це незавершена стаття про співачку. Ви можете допомогти проєкту, виправивши або дописавши її. |